# Gräfenhainichen
Gräfenhainichen is een plaats in de Duitse deelstaat Saksen-Anhalt, gelegen in de Landkreis Wittenberg. De plaats telt 11.467 inwoners.

## Evenementen en bezienswaardigheden
In Gräfenhainichen vindt sinds 1997 jaarlijks het muziekfestival Melt! plaats. Dit festival wordt gehouden op de Ferropolis, een openluchtmuseum voor industriële mijnbouw aan het Gremminer Meer. 
De Ferropolis staat op de Europese Route voor Industrieel Erfgoed.

## Delen van Gräfenhainichen
- Buchholz
- Jüdenberg
- Mescheide
- Möhlau
- Schköna
- Strohwalde
- Tornau
- Zschornewitz

## Geboren in Gräfenhainichen
- Paul Gerhardt 12 maart 1607 – Lübben, 27 mei 1676) was een Duitse predikant, die vooral bekend is geworden als dichter van geestelijke liederen.

Annaburg ·
Bad Schmiedeberg ·
Coswig (Anhalt) ·
Gräfenhainichen ·
Jessen (Elster) ·
Kemberg ·
Oranienbaum-Wörlitz ·
Wittenberg ·
Zahna-Elster